# 이지 걸
《이지 걸》(영어: Earth Girls Are Easy)은 미국에서 제작된 줄리언 템플 감독의 1989년 SF 뮤지컬 코미디 영화이다. 지나 데이비스, 제프 골드블룸, 짐 캐리 등이 출연하였고, 토니 가넷 등이 제작에 참여하였다.

## 출연
- 지나 데이비스
- 제프 골드블룸
- 짐 캐리
- 데이먼 웨이언스
- 줄리 브라운
- 마이클 매키언
- 찰스 로킷
- 래리 린빌
- 릭 오버턴
- 스테이시 트래비스
- 니드라 볼즈

## 기타 제작진
- 라인 제작: 덩컨 헨더슨
- 협력 제작: 테런스 E. 맥낼리
- 배역: 월리스 니시타
- 미술: 데니스 개스너
- 의상: 린다 배스